# Alexander Van der Bellen
Alexander „Sascha” Van der Bellen (Bécs, 1944. január 18. –) osztrák gazdaságpolitikus, az Osztrák Zöld Párt volt politikusa. 1997 és 2008 között a párt országos szóvivője, 2016-tól Ausztria megválasztott szövetségi elnöke.

## Magánélete
Van der Bellen a 18. században Hollandiából Oroszországba települt arisztokrata családból származik. A család a bolsevik forradalom után menekült Észtországba, majd annak szovjet megszállása után Németországba. Innen költöztek a szülők végül Ausztriába, ahol Alexander született. 1958-ban kapták meg az osztrák állampolgárságot. Tirolban nőtt föl, ahonnan Innsbruckba költözött, ahol gimnáziumot, majd egyetemet végzett, közgazdaságtanból doktorált is. 18 évesen kötött házasságából 19 évesen már apa lett. Házastársa több mint öt évtizeden át Brigitte Hüttner (1943–2018) volt, akivel még egy fiuk született. 2015-ben elváltak, azóta a szintén zöldpárti Doris Schmidauer a felesége.

## Politikai pályafutása
Van der Bellen az 1970-es évek közepén lépett be a szociáldemokrata pártba, ahol országos népszerűségre tett szert. 1994-ben aztán átült a Zöldek frakciójába az osztrák parlamentben. 2012-ig volt országgyűlési képviselő, ezen belül 1999 és 2008 között frakcióvezető is. A zöldek 1996-os választási balsikere után vette át a pártelnökséget (1997–2008). Ez alatt az idő alatt a párt folyamatos sikereket ért el, míg 1996-ban 4,8%-ot szereztek, 1999-ben már 7,4%-ra erősödtek, 2002-ben 9,5%-ot kaptak. 2006-ban 11% volt az eredményük, Van der Bellen pedig a 2008-as 10% után mondott le, mivel ekkor tört meg a párt lassú, de folyamatos erősödése. 

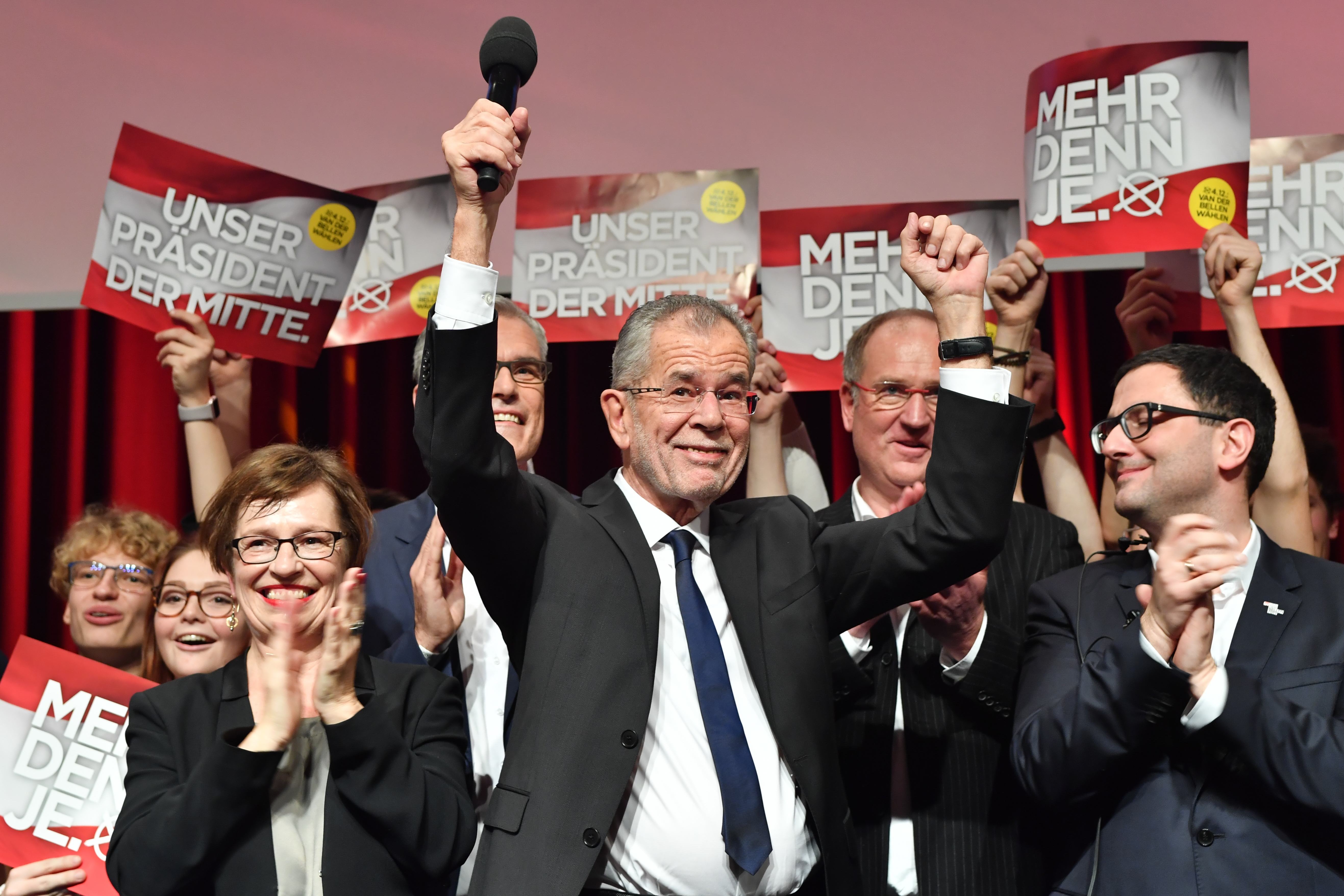
A 2016-os választás éjszakáján

Már 2014 augusztusában eldőlt, hogy ő lesz a zöldek jelöltje a szövetségi elnöki tisztségre, később azonban abban egyeztek meg, hogy függetlenként, de a párt támogatásával fog elindulni. 2016. január 8-án hivatalosan is bejelentette jelöltségét, majd belekezdett a kampányba, amit a zöldek 1,2 millió euróval támogattak. Az elnökválasztás első fordulójában aztán a szavazatok 21,34%-ával a második helyet szerezte meg a szabadságpárti Norbert Hofer után, aki viszont 35,05%-ot kapott. A második fordulóban, május 22-én a szavazatok 50,35 százalékát megszerezve győzelmet aratott. Az elnökválasztás második fordulóját azonban az Alkotmánybíróság szabálytalanságok miatt érvénytelennek nyilvánította, ezért azt meg kellett ismételni. A december 4-re halasztott osztrák elnökválasztást Alexander Van der Bellen nyerte 51,68 százalékkal, ezzel ő lett Ausztria elnöke.
2021 végén a Politico Europe Európa legbefolyásosabb embereinek éves rangsorában a „cselekvők” kategória 9. helyére tette. 2017-es megválasztása óta három kormányválságot kellett kezelnie; a 2019-es Ibiza-ügy után 2021 végén Sebastian Kurz korrupciós vádak miatti lemondását kell kezelnie. Amikor a pénzügyminisztérium alkotmánybírósági határozat ellenére is vonakodott átadni a vizsgálathoz szükséges dokumentumokat, – főparancsnokként – a hadsereg bevetésével fenyegetett. Emellett rendszeres videóüzenetekben tájékoztatja az osztrákokat a jogállam fontosságáról.
2022-ben az elnökválasztás első fordulójában a szavazatok 56%-ával újraválasztották.

## Fordítás
- Ez a szócikk részben vagy egészben  az   Alexander Van der Bellen című német Wikipédia-szócikk ezen változatának fordításán alapul.  Az eredeti cikk szerkesztőit annak laptörténete sorolja fel. Ez a jelzés csupán a megfogalmazás eredetét és a szerzői jogokat jelzi, nem szolgál a cikkben szereplő információk forrásmegjelöléseként.

| Elődje: Heinz Fischer | Az Osztrák Köztársaság (szövetségi) elnöke 2017. január 26. – | Utódja: hivatalban |